# Acanthochirana
Acanthochirana es un género extinto de langostinos que existió durante el período Jurásico superior. Fue nombrado por E. Strand en 1928, y su especie tipo es Acanthochirana cordata. Se distinguen del género relacionado Aeger por la presencia de dientes en el rostro, que están ausentes en Aeger.

## Especies
A 2014, Acanthochirana incluía entre seis y siete especies:
- Acanthochirana angulata (Oppel, 1862)
- Acanthochirana cenomanica[nota 1] (Glaessner, 1946)
- Acanthochirana cordata[nota 2] (Münster, 1839)
- Acanthochirana krausei (Förster, 1967)
- Acanthochirana liburiansis (Garassino, Audo, Charbonnier & Schweigert, 2014)
- Acanthochirana smithwoodwardi (Van Straelen, 1940)
- Acanthochirana triassica (Garassino, Schweigert & Muscio, 2013)